# Optični ojačevalnik
Optični ojačevalnik  (tudi optični ojačevalec) je naprava, ki ojača svetlobni signal neposredno, ne da bi ga prej pretvorila v električni signal. Deluje podobno kot laser brez resonatorja. Do ojačanja pride zaradi stimuliranega sevanja v ojačevalnem sredstvu. Uporabna so predvsem pri optičnih telekomunikacijah. 

## Ojačenje v dopiranih optičnih vlaknih
Ojačevalnik na osnovi dopiranih optičnih vlaken je sestavljen iz dopiranega optičnega vlakna, črpalnega laserja in optičnega multiplekserja. Vlakno je praviloma dolgo vsaj nekaj metrov. Črpalni laser in vhodni signal sta preko multiplekserja priključena na dopirano optično vlakno. Svetloba iz laserja vzbudi dopirne ione v višje energijsko stanje in tako dosežemo stanje obrnjene zasedenosti. V procesu stimuliranega sevanja preide ion v nižje energijsko stanje, pri tem pa odda foton z isto fazo, smerjo ter polarizacijo kot vpadni foton. Poleg preko stimuliranega sevanja lahko ion preide v nižje energijsko stanje tudi s spontanim razpadom, pri katerem odda foton v naključni smeri, ter preko interakcije s fononi. Ta dva mehanizma nam znižujeta učinkovitost ojačevalnika.
Čeprav so energijski nivoji posameznega iona dobro določeni, imajo ojačevalniki precej širše ojačitveno okno - to je območje valovnih dolžin, ki se po prehodu ojačevalnika ojačajo. Do razširitve pride zaradi vezave v optično vlakno.
Takšna razširitev je lahko homogena (enaka za vse ione) in nehomogena (ioni na različnih mestih imajo različne spektre). Do homogenih razširitev pride zaradi interakcij s fononi, medtem ko do nehomogenih pride zaradi različnih vezav ionov v steklo. Ker ioni čutijo na različnih mestih različna lokalna električna polja, se energijska stanja preko Starkovega efekta različno spremenijo.
Najpogostejši primer dopiranih optičnih vlaken je vlakno, pri katerem je sredica dopirana s trivalentnimi erbijevimi atomi. Črpanje je učinkovito pri valovnih dolžinah 980 in 1480 nm, ojačitev pa poteka okoli valovne dolžine 1550 nm. Zaradi omenjenih razširitev je spekter razmeroma širok, okoli 30 nm, kar je ugodno, če želimo ojačati več signalov z različnimi valovnimi dolžinami.

## Šum
Glavni vir šuma v dopiranih optičnih vlaknih je ojačano spontano sevanje. Ioni v vzbujenem stanju preko spontanega sevanja namreč oddajajo fotone v vse smeri. Če je foton slučajno oddan v smeri optičnega vlakna (znotraj numerične aperture), bo le-ta potoval po vlaknu, interagiral z ioni in se ojačal. Tak ujet foton lahko potuje v isti ali nasprotni smeri kot naš prvotni signal. Če potuje v isti smeri kot prvotni signal, prispeva k šumu signala. Vkolikor pa potuje v nasprotno smer, lahko zniža stopnjo obrnjene zasedenosti in s tem ojačanje.

## Nasičenje ojačanja
Ojačanje v dopiranem vlaknu je posledica obrnjene zasedenosti dopirnih ionov in je določeno z močjo črpalnega laserja in intenziteto vpadnega signala. Ko intenziteta signala v vlaknu narašča, se poveča stimulirano sevanje in posledično zmanjša obrnjena zasedenost ter tako zniža ojačanje. Pride do nasičenja ojačanja in močni signali se ojačajo manj kot šibki. 
V optičnem ojačevalniku lahko uporabimo nasičenje ojačanja nam v prid. Močen signal povzroča mnogo vzbujenih prehodov, zato je manj spontanih prehodov in lahko učinkovito zmanjšamo šum. Nasičenje je koristno tudi v primeru fluktuacij intenzitete vpadnega signala: močnejši signal se manj ojačaja kot šibkejši in obratno, zato dobimo bolj enakomerne signale. Poleg tega pa sprednji del - fronta signala - zmanjša obrnjeno zasedenost, in se tako bolj ojači od zadnjega dela. Na ta način se lahko širina signala celo zmanjša.

## Polprevodniški optični ojačevalniki
Polprevodniški optični ojačevalniki uporabljajo, kot že ime pove, za ojačitveni medij polprevodnik. Po strukturi so podobni Fabry-Perotovim diodnim laserjem, a z anti-refleksno plastjo na stranicah. Na ta način zmanjšamo odbojnost na manj kot {\displaystyle 10^{-5}}, kar prepreči ojačevalniku da bi deloval kot laser. Polprevodniški optični ojačevalniki so tipično narejeni iz polprevodnikov skupine III-V, kot npr. GaAs/AlGaAs, InP/InGaAs, InP/InGaAsP in InP/InAlGaAs. Takšne ojačevalnike se pogosto uporablja v telekomunikacijskih sistemih na valovnih dolžinah med 850 nm in 1600 nm, z ojačitvami do 30 dB.
Prednost teh ojačevalnikov je, da so majhni, električno črpani in cenejši od vlakenskih ojačevalnikov. Vgradimo jih lahko  v polprevodniške laserje, modulatorje in druge elemente. Njihova slabost je da niso tako zmogljivi kot vlakenski ojačevalnikov, imajo več šuma, manjše ojačanje in večjo odvisnost od polarizacije.